# قائمة طرق البحث النفسي
تستخدم مجموعة واسعة من طرق البحث في علم النفس. تختلف هذه الطرق باختلاف المصادر التي يتم الحصول عليها من المعلومات ، وكيفية أخذ عينات من تلك المعلومات ، وأنواع الأدوات المستخدمة في جمع البيانات. تختلف الطرق أيضًا إذا كانت تجمع بيانات نوعية أو بيانات كمية أو كلاهما.
البحوث النفسية النوعية هي حيث لا يتم التوصل إلى نتائج البحوث عن طريق الإجراءات الإحصائية أو غيرها من الإجراءات الكمية.
أما البحوث النفسية الكمية هي حيث تنتج نتائج البحوث من النمذجة الرياضية والتقدير الإحصائي أو الاستدلال الإحصائي. نظرًا لأنه يمكن معالجة المعلومات النوعية على هذا النحو من الناحية الإحصائية ، فإن التمييز يتعلق بالطريقة بدلاً من الموضوع المدروس.
هناك ثلاثة أنواع رئيسية من البحث النفسي:
- البحوث الاحصائية
- البحوث الوصفية
- البحوث التجريبية

فيما يلي تصميمات البحث وطرق جمع البيانات الشائعة:
- بحث المحفوظات
- دراسة حالة - على الرغم من أن دراسات الحالة غالبًا ما يتم تضمينها في صفحات «أساليب البحث» ، فإنها في الواقع ليست طريقة بحث واحدة. تتضمن منهجية دراسة الحالة استخدام مجموعة من أساليب البحث المختلفة (مثل المقابلات والملاحظات واستبيان التقرير الذاتي). يفسر الباحثون ما تعنيه البيانات معًا في مجال الدراسة. لذلك ، دراسات الحالة هي منهجية وليست طريقة.
- محاكاة الكمبيوتر (النمذجة)
- تحليل محتوى
- منهجية أخذ العينات للحدث ، يشار إليها أيضًا باسم منهجية أخذ عينات الخبرة (ESM) أو دراسة اليوميات أو التقييم اللحظي البيئي (EMA)
- التجربة ، غالبًا مع مجموعات علاج ومراقبة منفصلة (انظر التحكم العلمي وتصميم التجارب). انظر علم النفس التجريبي لمزيد من التفاصيل.
- تجربة ميدانية
- مقابلة ، يمكن أن تكون منظم أو غير منظم.
- تحليل تلوي
- التصوير العصبي وغيرها من الطرق الفسيولوجية النفسية
- دراسة رصدية ، يمكن أن تكون طبيعية .
- شبه التجربة
- جرد التقرير الذاتي
- المسح ، غالبًا باستخدام عينة عشوائية (انظر أخذ عينات من المسح)
- دراسة التوأم